# Нечесово (Ярославская область)
Нечесово — деревня в Брейтовском районе Ярославской области. Входит в состав Брейтовского сельского поселения.

## География
Находится в северо-западной части Ярославской области на расстоянии менее 1 км на северо-запад по прямой от административного центра района села Брейтово.

## История
Была отмечена еще на карте 1798 года. В 1859 году здесь (деревня Моложского уезда Ярославской губернии) было учтено 11 дворов, в 1898 — 28.

## Население
Численность населения: 99 человек (1859 год), 42 (русские 100 %) в 2002 году, 42 в 2010.